# Parlophone
A Parlophone lemezkiadót a Carl Lindström Társaság alapította 1896-ban. A lemezkiadó brit leányvállalata 1923-ban jött létre mint Parlophone Records, melynek hírnevét az 1920-as évek egyik vezető stílusa, a jazz határozta meg. Miután 1926-ban a Columbia Gramofontársaság megszerezte a Parlophone üzleti jogait, később Columbia Records, majd EMI lemezkiadó néven működött tovább. Ezek mellett a Parlophone címkét továbbra is használják.
2012. szeptember 21-én bejelentették a Parlophone cég leválását az egyesített csoportról, viszont míg a jogosítások folynak addig a kiadó Parlophone Label Group néven működik tovább. A korai Parlophone által kiadott felvételek közkincsnek számítanak, így a Warner Music Group bejelentette, hogy megszerzik az Európában és az USA-ban fellelhető felvételek jogait, mely együttes értéke eléri a 487 millió fontot.
George Martin későbbi EMI asszisztens 1950-ben csatlakozott a céghez, és menedzser tisztséget tölt be a vállalatnál 1955-től, majd felvételeket készít a Goons-szal, a zongorista Mrs. Mills-szel, és a tinibálvány Adam Faith-vel. 1962-ben lemezszerződést ír alá az új liverpooli bandával a The Beatles-szel, illetve a kortárs manchesteri The Hollies bandával. Ezután a Parlophone lett az 1960-as évek egyik leghíresebb, és legrangosabb lemezkiadója.
A legkelendőbb brit kislemez 1964-ben sokáig a The Beatles Parlophone által kiadott She Loves You című dala volt, emellett pedig további hét Beatles dal is első helyezést ért el a szigetországban.

## A vállalat története
A Németországban 1896-ban alapított gyár a Parlophone márkanév alatt eredetileg lemezjátszók gyártását tervezte, mielőtt lemezkiadásba kezdett volna. A kiadó védjegye ₤ – L, a társaság Lindström nevéből adódóan alakult ki, és csak véletlenül hasonlít az angol font jelére, melynek latin neve Libra. 1923 augusztus 23-án a Parlophone megállapodást kötött az amerikai Okeh Records kiadóval, mely azt eredményezte, hogy Parlophone márkanév alatt adták ki az Egyesült Királyságban az amerikai dzsesszfelvételeket.
1927-ben a Columbia Gramofontársaság részesedést szerzett a Carl Lindström társaságtól, és ezáltal a Parlophone kiadótól is, így 1931-ben egyesült a két kiadó, és felvették a Columbia Gramophone Company nevet, majd az Electric Musical Industries Ltd (EMI) nevet. Kezdetben a kiadó megtartotta a Parlophone nevéhez fűződő státuszát, miszerint továbbra is dzsesszfelvételeket ad ki, és megvásárolta a jogokat az Okeh Records kiadótól. Néhány ritka felvétel megjelent az US Columbia, és USA Decca márkanév alatt is.
A kiadó 1962-ben szerződést kötött a The Beatles-szel, így később a Parlophone lett az egyik leghíresebb és legrangosabb lemezkiadó. A lemezkiadó több kislemezt és albumot is megjelentetett az Apple kiadóval együttesen a brit szigetországban.
1965-ben létrehozták az Independent Recording Studiót (AIR) a Parlophone társaság beleolvadt az EMI Gramophone Company szervezetbe (EMI Records 1973), viszont ettől függetlenül a Parlophone címke megtartotta identitását, és a kiadó sokáig büszkélkedhetett a legkelendőbb brit kislemez, a She Loves You és a legjobb brit album eladásával – Pepper Lonely Hearts Club Band. Az album az első helyen tartózkodott a listákon, volt hogy 40 és 52 hétig is slágerlista vezető helyezett maradt 1964-ben.
A Parlophone 1973-ban megszüntette a címkét, így a lemezekre az új EMI Records címke került. a Parlophone címke 1980-ban éledt újjá.

## Híres megjelenések
A RHYTHM STYLE Sorozat
A Rhythm Styles sorozatú lemezeket 1929 és 1930-ban a Parlophone adta ki az amerikai OKKeh lemezkiadóval közösen. A sorozat igazgatója Edgar Jackson volt, és olyan művészek felvételeit adták ki Angliában, mint Louis Armstrong, Bix Beiderbecke, Frank Trumbauer, Joe Venuti, Duke Ellington és más jelentős művészek, akik rögzíteni eredetileg az amerikai kiadónál rögzítették felvételeiket. A brit kiadás annyiban eltért az amerikaitól, hogy a lemezeken több művész felvételei voltak fellelhetők. A második New Rhythm Style sorozat 1931-ben látta meg a napvilágot, majd 1941-ben meg is szűnt. A lemezek ekkor még 78-as fordulatúak voltak. Manapság ezek a felvételek, illetve sorozatok a gyűjtők féltett kincsei közé tartoznak.
A PARLOPHONE PNY Sorozat
Az USA-ban 1929-ben létezett egy rövid életű címke az OKeh. Kezdetben az Okeh nyilvántartásokat és a katalógus számokat a Parlophone kiadón keresztül adták meg majd az OKeh megkezdte a PNY-34000 sorozatszámozását a lemezeken az Odeon ONY-36000 sorozattal együtt mely számozások az 1930-1931-ben kiadott lemezeken voltak találhatóak. Senki nem volt képes megállapítani, hogy miért volt két címke, illetve számozás az azonos felvételeket tartalmazó lemezeken. Mindenesetre a lemezgyűjtők és lemezkutatók – George Blacker, Carl Kenziora, Len Kunstadt – véleménye szerint nem hivatalos értékesítésre szánták a lemezeket, így nem lett volna megvásárolható az Egyesült Államokban.

## A Parlophone előadói
- CY7
- The Chemical Brothers
- Coldplay (az USA-ban is)
- Alice in Chains
- All Saints
- Arcadia
- Alternative Radio
- Atlanta Smith
- Athlete
- Babyshambles
- BIG C
- Bat for Lashes
- The Beatles
- Beverley Knight
- Bliss
- Blur
- Bobby Lewis
- Bobby Tench
- Bri Walker
- Chiddy Bang
- Conor Maynard
- Deep Purple (az USA-ban és Kanadában is)
- Dick James
- The Divine Comedy
- Dorothy Squires
- Duffy Power
- Duran Duran (az USA-ban is)
- Dusty Springfield
- Eliza Doolittle
- Flanders & Swann
- The Fourmost
- G Frsh
- Gabrielle Aplin
- Gass
- George Harrison
- Goldfrapp
- The Good Natured
- The Good, the Bad and the Queen
- The Goons
- Gorillaz
- Gyllene Tider
- Humphrey Lyttelton
- Interpol
- Jay Simulation
- Jamelia
- Jim Dale
- John Barry Seven
- John Lennon
- Kay Kyser
- Keith Kelly
- King Brothers
- Kory Kuffs
- Kylie Minogue (Ausztráliában nem)
- Late of the Pier
- Laurie London
- Lily Allen (az USA-ban is)
- Love Sculpture
- Mansun
- Medina
- Morning Parade
- MPHO
- Mrs Mills
- Otis Waygood
- The Paramounts
- Paul McCartney (az USA-ban és Kanadában is)
- Pet Shop Boys (az USA-ban is)
- Peter Sellers
- Queen (az USA-ban és Kanadában is)
- Queen + Paul Rodgers (az USA-ban és Kanadában is)
- Radiohead (az USA-ban is)
- Rainbow Ffolly
- Rappin P
- Scarlet Party
- Shane Fenton
- Sky Ferreira
- Supergrass
- Temperance Seven
- Teresa Teng
- The Hollies
- Tina Turner
- Tinie Tempah
- The Verve
- TheViCkers
- Two Days Made
- Vince Taylor
- Vipers Skiffle Group
- Waltari